# Ràdio Associació de Catalunya
Ràdio Associació de Catalunya (en español: Radio Asociación de Cataluña), también conocida por las siglas RAC, es una Sociedad Cooperativa Catalana Limitada (SCCL) dedicada a la radiodifusión en Cataluña, España. Es heredera de la Asociación Nacional de Radiodifusión, fundada en 1924 e impulsora de Ràdio Barcelona, emisora decana de la radio española.
El nombre de Ràdio Associació de Catalunya también se refiere a la primera cadena catalana de radio, gestionada por esta sociedad, que funcionó entre 1930 y 1939 con emisoras en Barcelona, Gerona, Lérida y Tarragona.
Actualmente Ràdio Associació de Catalunya gestiona, conjuntamente con la empresa Radiocat XXI (Grupo Godó) las cadenas RAC1 y RAC105.

## Historia

### Orígenes: La Asociación Nacional de Radiodifusión y Radio Barcelona (EAJ-1)
A principios de 1924 un grupo de industriales y comerciantes barceloneses se reunían en el número 200 de la calle Valencia, sede de la revista Radiosola, para crear una entidad cultural que pusiera en marcha una emisora de radiodifusión en la capital catalana, segunda ciudad de España en importancia. Así, el 19 de febrero de 1924 se fundó la Asociación Nacional de Radiodifusión, inicialmente integrada por la Sociedad Anglo Española de Electricidad, la Sociedad Ibérica de Construcciones Eléctricas (SICE), J. Ganzer, Industrias Radio Eléctricas, J. López Aznar, Teléfonos Bell SA, Albiñá, Esteva-Marata, Rifà Anglada, Exclusivas Lot, Hellesens, Viuda y sobrinos de Prado, Louis Gaumont, P. Pujol, Pathé Explotación y Radiosola. La primera junta directiva tenía como presidente a José Guillén García, Royston Saint Noble como vicepresidente y Enrique Huete como tesorero. Se tramitó la solicitud para obtener una licencia de emisora, que se presentó a la Dirección General de Correos y Telégrafos, y Rifà se desplazó a Amberes para comprar la primera emisora de España, que era de la casa Teléfonos Bell.
Las emisiones en pruebas se iniciaron el 10 de octubre. El 12 de noviembre la ANR obtuvo la concesión de la primera licencia radiofónica en España, naciendo así Ràdio Barcelona EAJ -1. Dos días después, el 14 de noviembre, se inauguró oficialmente la emisora, con un discurso del alcalde de Barcelona, Darius Rumeu i Freix, barón de Viver.
Sin embargo, poco después la ANR empezaría a encontrar dificultades económicas para sacar adelante el proyecto de Radio Barcelona. La emisora se financiava exclusivamente con las cuotas de sus 1000 socios, una cantidad insuficiente. Sobre todo, a partir de junio de 1925, con la puesta en marcha de una segunda emisora en Barcelona, Radio Catalana, que a menudo interferia las emisiones de Radio Barcelona. Ante la delicada situación económica, el 10 de noviembre de 1926 la ANR firmó un acuerdo que cedía a Unión Radio la emisora y la concesión EAJ-1. Este acuerdo acabaría con la salida total de la ANR de Radio Barcelona, en 1929.

### Nacimiento de Ràdio Associació de Catalunya EAJ-15
La ANR, que se había convertido en la asociación de radioyentes más importante de España, no tardaría en poner en marcha una nueva emisora. A principios de 1930 la ANR obtuvo la concesión de una emisora en onda corta (con el indicativo EAR 157) y otra en onda media (EAJ-15). La asamblea de la ANR acordó que las emisiones de la nueva emisora en OM fuesen de carácter cultural y sin publicidad. Tras adquirir una estación de onda media de 500 vatios de la marca la casa francesa Kraemer, la nueva emisora de la ANR, con el nombre de Ràdio Associació de Catalunya, inició sus emisiones el 15 de abril de 1930 por el 621 OM. En un primer momento, sin embargo, solo tenía permiso para emitir en los períodos no utilizados por Radio Unión Barcelona: de 11:30 a 13h y de 15 a 17h; en total, tres horas y media al día, fuera del período nocturno de máxima audiencia. Esta limitación se mantuvo un año, hasta que el 15 de abril de 1931 el gobierno de la República Catalana presidido por Francesc Macià firmó un decreto que autorizaba a RAC - EAJ-15 a emitir las 24 horas del día, exclusividad que hasta entonces solo tenía Radio Unión Barcelona - EAJ-1, iniciando así un período de feroz competencia entre las dos emisoras. En octubre de 1931 la ANR empezó a publicar la revista Catalunya Ràdio, que repartía entre sus asociados.
El 8 de diciembre de 1932 el Gobierno de la República aprobó un decreto que autorizaba la creación de una estación local, de poca potencia (máximo 200 vatios), en cada municipio de España. Una nueva legislación que la ANR aprovechó para crear la primera cadena radiofónica de Cataluña. A través de Ramón Pérez Pujol, obtuvo una concesión en Gerona y el 10 de diciembre de 1933 se inauguraron oficialmente las emisiones Radio Girona (con el indicativo EAJ-38). La emisora estaba instalada en el Ateneo Gerundense. Emitía en parte una programación local propia y el resto conectaba con la emisión de Ràdio Associació de Catalunya de Barcelona (EAJ-15). Del mismo modo, en Lérida RAC obtuvo otra concesión, a través de su presidente, Jaume Rosquellas. La inauguración de Radio Lleida (EAJ-42) tuvo lugar el 12 de enero de 1934. Sus estudios estaban ubicados en la calle Major. En agosto de 1934 la ANR también llegó a un acuerdo con el emprendedor tarraconense Joan Tuset, que tenía la concesión de Radio Tarragona (EAJ-33), para agregar su emisora a la red de la RAC. De este modo, Ràdio Associació de Catalunya se convirtió en la primera cadena radiofónica con presencia en las cuatro provincias catalanas.
Paralelamente, el 29 de enero de 1933 la asamblea de socios de la Asociación Nacional de Radiodifusión acordó cambiar su nombre por el de Ràdio Associació de Catalunya; y en diciembre de ese año se transformó de Sociedad Civil en Sociedad Cooperativa. Ese mismo, el 3 de abril, la emisora inauguró unos nuevos estudios en el número 126 de La Rambla de Barcelona.
En 1936, para ampliar su cobertura, RAC encargó un nuevo equipo emisor de 25 kilovatios a la empresa alemana Telefunken, con el que iba a convertirse en la emisora más potente de España. Sin embargo, con el estallido de la guerra civil española, el 18 de julio de 1936, el equipo terminó embargado por el gobierno nazi alemán que, según algunas versiones, lo regaló al bando nacional para poner en marcha las emisiones de Radio Nacional de España. Poco después de iniciarse la Guerra, el 27 de julio de 1936, la Generalidad incautó la emisora de RAC en Barcelona (EAJ-15). De este modo, durante el conflicto era la emisora encargada de emitir las proclamas desde el frente o los avisos de bombardeo.
Tras la entrada de las tropas del bando nacional en Barcelona, el 29 de enero de 1939, Ràdio Associació de Catalunya fue incautada y reconvertida en Cooperativa Radio España. En 1941 el régimen franquista procedió a la liquidación de la cooperativa, que transformó en una sociedad anónima denominada Radio España Barcelona, SA (REBSA). En la frecuencia de RAC en Barcelona (EAJ-15) emitiría durante varios años Radio España de Barcelona, prohibiendo las emisiones en catalán. En 1969 se transformó en Radio Reloj de Radio España, en 1977 se convirtió en la cabecera de la Cadena Catalana y finalmente, desde 1990 es Onda Cero Barcelona. Por su parte, tras la guerra Radio Girona (EAJ-38) funcionó como Radio España de Gerona hasta 1963, cuando se integró en la Cadena SER, a la que todavía pertenece. Radio Lleida (EAJ-42), que permaneció varios años inactiva tras la guerra, hoy también forma parte de la Cadena SER.

### Refundación de Ràdio Associació de Catalunya y creación de RAC105 y RAC 1
Finalizada la dictadura de Francisco Franco, el 22 de mayo de 1980 se constituyó de nuevo la cooperativa Ràdio Associació de Catalunya SCCL, con el objetivo de recuperar el patrimonio expoliado el 1939 y obtener una licencia de emisión radiofónica. Por su parte, Teodor Garriga, histórico locutor de la cadena y custodio de la marca RAC, la cedió a la nueva cooperativa.
El 23 de diciembre de 1982 Ràdio Associació de Catalunya, SCCL obtuvo la concesión para explotar una emisora en frecuencia modulada (105 MHz) en el término municipal de Barcelona. Sin embargo, al no disponer de la infraestructura necesaria, el 7 de junio de 1983 firmó un acuerdo con la Generalidad de Cataluña para ceder la explotación de la emisora a la Corporación Catalana de Radio y Televisión (CCRTV), formando parte del grupo de emisoras del ente público catalán, como una alternativa a la emisora generalista, Catalunya Ràdio. Nacía así RAC105 (cuyo nombre hace referencia a las siglas Ràdio Associació de Catalunya y a la frecuencia de emisión), con una programación de radiofórmula musical, en lengua catalana. En los siguientes años, RAC105 creció como cadena con una veintena de repetidores que le permitían llegar a toda Cataluña
RAC105 formó parte del grupo de emisoras de la Catalunya Ràdio hasta finalizar la concesión de la frecuencia en 1998. Ràdio Associació de Catalunya llegó entonces a un acuerdo con el Grupo Godó, a través de su empresa RadioCat XXI SL, para explotar conjuntamente la emisora, pero únicamente en su frecuencia de Barcelona (105 FM), ya que el resto de frecuencias de la cadena estaban adjudicadas a la CCRTV. Las emisiones de RAC105 como parte del Grupo Godó se iniciaron el 18 de octubre de 1998; inicialmente realizadas desde Media Park en San Justo Desvern, hasta trasladarse a los actuales estudios en Barcelona en 1999.
Además de RAC105, el acuerdo entre Ràdio Associació de Catalunya y RadioCat también establecía la cogestión de nueva emisora, de carácter generalista. Esta se inauguró el 2 de mayo de 2000 con el nombre de RAC1. En una década de gestión conjunta, RAC1 y RAC105 han experimentado un importante crecimiento, tanto a nivel de cobertura (añadiendo nuevas frecuencias que les permiten cubrir todo el territori catalán) como a nivel de audiencia. Según los datos del EGM, RAC1 es la emisora más escuchada en Cataluña y RAC105 es líder en el formato de radiofórmula en catalán.
En el año el 1999 la Generalidad concedió a Ràdio Associació de Catalunya el Premio Nacional de Radio y un año más tarde le otorgó la Creu de Sant Jordi.

## Premios Ràdio Associació
En el año 2000 Ràdio Associació de Catalunya, SCCL instituyó los Premios Ràdio Associació, que anualmente distinguen a los mejores profesionales y programas de la radio en catalán. Se entregan en distintas categorías: Mejor programa de radio, Mejor programa de radio local, Mejor programa de innovación, Mejor profesional y varios premios honoríficos. En 2003 se añadió el Premio 1924 para las iniciativas en el ámbito audiovisual.